# L'ultima donna nella sua vita
L'ultima donna nella sua vita (The Last Woman in His Life) è un romanzo giallo del 1970 scritto da Ellery Queen, il penultimo con protagonista l'omonimo detective dilettante.

## Trama
Ellery è reduce da un caso piuttosto sfiancante e ha bisogno di riposo. Un suo compagno di college, il milionario playboy John Benedict III, offre a lui e a suo padre di passare alcune settimane ospiti di una sua villa di campagna nel New England, che si trova guarda caso...nella cittadina di Wrightsville (dove Ellery ha trascorso diversi periodi in passato, trovandosi immancabilmente coinvolto in misteri e omicidi)! I due Queen accettano, e iniziano a godersi le ferie.
Qualche giorno dopo, Benedict si fa vivo: è venuto a stare nella vicina villa, Inver Lodge, e ha bisogno di un favore. Ha convocato le sue tre ex mogli (Marzia Kemp, Audrey Weston e Alice Tierney) per discutere dei cambiamenti nel suo testamento; nel frattempo, fa controfirmare come testimoni ai due Queen la bozza del nuovo testamento che intende far redigere l'indomani, e chiede loro di custodirglielo fino ad allora. Ellery, inquieto, lo segue di nascosto ed assiste ad uno scontro tra lui e le sue ex mogli: Benedict annuncia loro la sua intenzione di risposarsi (stavolta per amore) e di ridurre da un milione a centomila dollari ciascuna la cifra che intendeva lasciare loro nel suo testamento. Le tre donne reagiscono furiose. Alla discussione sono presenti anche l'avvocato e amico di Benedict, Al Marsh, e la sua segretaria, l'irreprensibile Susan Smith.
Mentre i suoi ospiti si ubriacano, Benedict va a dormire, e così Ellery. Nel cuore della notte, una telefonata di Benedict lo sveglia: qualcuno lo ha ferito gravemente, e adesso è agonizzante. Ellery e suo padre accorrono a Inver Lodge, ma è troppo tardi: Benedict è ormai cadavere con la testa fracassata. Nessuno dei suoi ospiti pare aver sentito nulla. Vicino al cadavere, tre indumenti (un vestito, una parrucca, un paio di guanti da sera) appartenenti ciascuno ad una delle ex mogli, che ne avevano denunciato in precedenza la scomparsa.
Appare ovvio che la morte di Benedict sia collegata all'intenzione di cambiare il testamento. Ma è davvero così? E in questo caso, è stata una delle ex mogli a ucciderlo? O "l'ultima", quella che intendeva sposare, la misteriosa "Laura" nominata nel nuovo testamento (nel quale le lasciava tutto nel caso fossero già sposati; ora l'eredità va tutta ad una sua cugina povera, Leslie Carpenter)?

## Edizioni italiane
- L'ultima donna nella sua vita, collana Il giallo Mondadori n. 1216, Arnoldo Mondadori Editore, maggio 1972.
- L'ultima donna nella sua vita, collana I classici del Giallo Mondadori n. 507, Arnoldo Mondadori Editore, luglio 1986.
- L'ultima donna nella sua vita, traduzione di Claudio Lo Monaco, collana I classici del Giallo Mondadori n. 1184, Arnoldo Mondadori Editore, gennaio 2008, pp. 215.